# Serbien i Eurovision Song Contest 2015
Serbien deltog i Eurovision Song Contest 2015 i Wien, Österrike. Deras inträde valdes via Odbrojavanje za bec, en nationell final anordnad av den serbiska programföretaget Radio Television Serbien (RTS).

## Format
Odbrojavanje za BEC (Svenska: Nedräkning för Wien) är den nationella finalen arrangerades av RTS för att välja det serbiska bidraget för Eurovision Song Contest 2015. Urvalet innehöll tre låtar komponerade av Vladimir Graić, kompositören av Serbiens vinnande bidraget "Molitva "2007. Två av låtarna  framfördes av de etablerade serbiska artisterna Bojana Stamenov och Aleksa Jelic, medan en framfördes av Danica Krstić, en ny talang som valdes av Graić genom en scoutingprocess.

## Finalen
| Nr | Artist          | Låt                                 | Plats |
| -- | --------------- | ----------------------------------- | ----- |
| 1  | Danica Krstić   | "U ime ljubavi" (У име љубави)      | 2     |
| 2  | Bojana Stamenov | "Ceo svet je moj" (Цео свет је мој) | 1     |
| 3  | Aleksa Jelić    | "Vodi me" (Води ме)                 | 2     |

## Under Eurovision
Serbien deltog i den första semifinalen den 19 maj. Serbien kvalade sig till finalen och slutade på en tionde plats. 